# Porsche-Diesel Standard AP 218
Der Porsche-Diesel Standard AP 218 (oft auch nur Standard AP) ist ein Traktormodell der Porsche-Diesel Motorenbau GmbH, das von 1958 bis 1963 gebaut wurde. Je nach Leistungsvariante war es das direkte Nachfolgemodell des AP 18 bzw. AP 22. Der Schlepper war auch in der Schmalspurversion S verfügbar.

## Beschreibung
Der Standard AP 218 hat einen luftgekühlten 4-Takt-Zweizylinder-Dieselmotor mit 1.644 cm³ Hubraum. Die Zylinderbohrung beträgt 95 mm und der Kolbenhub 116 mm. Dieser Motor wurde bereits bei den Vorgängermodellen verwendet und für den Standard AP 218 einer umfangreichen technischen Überarbeitung unterzogen. Je nachdem, ob eine Einscheibentrockenkupplung oder eine ölhydraulische Kupplung eingebaut wurde, stellte Porsche-Diesel die Leistung auf 20 oder 22 PS ein. Das Getriebe stammte von Getrag oder ZF und hat fünf Vorwärtsgänge und einen Rückwärtsgang.
Eine gekröpfte, in der Spur verstellbare Vorderachse war serienmäßig. Zur Sonderausstattung gehörten eine aufsteckbare Riemenscheibe für die Zapfwelle, Zusatzgewichte für Haube und Hinterräder, ein Mähwerk und ein Kraftheber mit Dreipunktaufhängung sowie ein Kriechgang.